# Praproče, Ribnica
Praproče je naselje v Občini Ribnica. Je razloženo naselje v severozahodnem delu Slemen na jugu Velikolaščanske pokrajine. Naselje sestavljajo deli Pri Jožetu, V Stevniku, Vice in Nebesa. Zraven dela Pri Jožetu v smeri Ljubljana raste novi del naselja v zazidalnem načrtu klican Pri Močilah. Večina naselja pa leži na položnem pobočju ob cesti Ortnek-Sveti Gregor. Obdajajo jih travniki, strma pobočja nad potokoma Domilnica in Zastavo pa so porasla z iglastim gozdom.